# Mount Nipha
Mount Nipha ist ein 762 m hoher Hügel auf White Island im antarktischen Ross-Archipel. Er ragt im Zentrum der Insel auf.
Teilnehmer einer von 1958 bis 1959 dauernden Kampagne im Rahmen der New Zealand Geological Survey Antarctic Expedition benannten ihn nach dem altgriechischen Wort νίφα (nipha) für Eis und Schnee, von dem der Hügel umgeben ist.